# Marcel Rochas
Marcel Rochas, född 1902, död 1955, var en fransk modeskapare. Marcel Rochas öppnade sitt modehus 1931 i Paris.